# Aeschlen bei Oberdiessbach
Aeschlen bei Oberdiessbach es una localidad y antigua comuna suiza del cantón de Berna, situada en el distrito administrativo de Berna-Mittelland, comuna de Oberdiessbach. Limitaba al oeste y norte con la comuna de Oberdiessbach, al este con Linden, al sureste con Buchholterberg, y al suroeste con Bleiken bei Oberdiessbach.
Comunas independiente del distrito de Konolfingen hasta el 31 de diciembre de 2009. Localidad de la comuna de Oberdiessbach desde el 1 de enero de 2010, tras su fusión con la misma.